# Saint-Momelin
Saint-Momelin település Franciaországban, Nord megyében. Lakosainak száma 420 fő (2022. január 1.). Saint-Momelin Wulverdinghe, Lederzeele, Nieurlet, Watten, Saint-Omer és Serques községekkel határos.

## Népesség
A település népessége az elmúlt években az alábbi módon változott:
| Lakosok száma | 454  | 474  | 484  | 462  | 443  | 425  | 420  | 418  | 420  |
|               | 2013 | 2015 | 2016 | 2017 | 2018 | 2019 | 2020 | 2021 | 2022 |